# Kiidjärve
Kiidjärve är en ort i Estland. Den ligger i Vastse-Kuuste kommun och landskapet Põlvamaa, i den sydöstra delen av landet, 200 km sydost om huvudstaden Tallinn. Kiidjärve ligger 72 meter över havet och antalet invånare är 127.
Terrängen runt Kiidjärve är platt. Runt Kiidjärve är det tätbefolkat, med 427 invånare per kvadratkilometer. Närmaste större samhälle är Põlva, 8,5 km söder om Kiidjärve. I omgivningarna runt Kiidjärve växer i huvudsak blandskog.